# Tropidodipsas
Tropidodipsas – rodzaj węży z podrodziny ślimaczarzy (Dipsadinae) w obrębie rodziny połozowatych (Colubridae).

## Rozmieszczenie geograficzne
Rodzaj obejmuje gatunki występujące w Meksyku, Gwatemali, Salwadorze i Hondurasie.

## Systematyka

### Etymologia
- Tropidodipsas: gr. τροπις tropis, τροπιδος tropidos „kil”[9]; διψας dipsas, διψαδος dipsados „jadowity wąż, którego ukąszenie wywołuje silne pragnienie”[10].
- Dipeltophis: gr. δι- di- „podwójny”, od δις dis „dwukrotnie”, od δυο duo „dwa”[11]; πελτη peltē „mała tarcza bez obramowania”[12]; οφις ophis, οφεως opheōs „wąż”[13]. Gatunek typowy: Leptognathus albocinctus Fischer, 1885.
- Geatractus: gr. γη gē „ziemia”[14]; rodzaj Atractus Wagler, 1828[5]. Gatunek typowy: Geophis tecpanecus Dugès, 1896 (= Tropidodipsas annulifera Boulenger, 1894).

### Podział systematyczny
Do rodzaju należą następujące gatunki:
- Tropidodipsas fasciata Günther, 1858
- Tropidodipsas fischeri Boulenger, 1894
- Tropidodipsas guerreroensis Taylor, 1939
- Tropidodipsas papavericola Grünwald, Toribio-Jiménez, Montaño-Ruvalcaba, Franz-Chávez, Peñaloza-Montaño, Barrera-Nava, J.M. Jones, C.M. Rodriguez, I.M. Hughes, Strickland & Reyes-Velasco, 2021
- Tropidodipsas philippii (Jan, 1863)
- Tropidodipsas repleta H.M. Smith, Lemos-Espinal, Hartman & Chiszar, 2005
- Tropidodipsas tricolor Grünwald, Toribio-Jiménez, Montaño-Ruvalcaba, Franz-Chávez, Peñaloza-Montaño, Barrera-Nava, J.M. Jones, C.M. Rodriguez, I.M. Hughes, Strickland & Reyes-Velasco, 2021
- Tropidodipsas zweifeli Liner & Wilson, 1970